# Nordmøre
Nordmøre («Møre del Norte», en nórdico antiguo: Norðmœri) es un distrito tradicional de Noruega que se encuentra al norte de la provincia de Møre og Romsdal. Durante la era vikinga constituyó el reino independiente de Nordmøre.
Nordmøre comprende once municipios: Aure, Averøy, Eide, Gjemnes, Halsa, Rindal, Smøla, Sunndal, Surnadal y Tingvoll y Kristiansund, que es la localidad más grande del distrito.